# Bruno Giacomelli
Bruno Giacomelli (1952. szeptember 10.) olasz autóversenyző, az 1978-as európai Formula–2-es bajnokság győztese.

## Pályafutása
1976-ban tűnt fel a Formula–3-ban, Nagy-Britanniában, amikor minden tőle telhetőt megtett annak érdekében, hogy megelőzze Rupert Keegant. A March bízott benne, így 1977-ben már Robin Herd Formula–2-es csapatának tagja volt, miközben az olasz nagydíjon a Formula–1-ben is bemutatkozott. 1978-ban egy rövid ideig még a McLarennél maradt, majd az Alfához szerződött. 1982 végéig hű maradt csapatához, de eredményei nem tükrözték gyorsaságát. Ezután egy évig a Toleman pilótája volt, majd hat év kihagyás következett. Ezalatt sportkocsiversenyeken és Indycar versenyeken indult. 1990-ben Life-karosszériával visszatért a Formula–1-be, de a várt siker elmaradt.

## Eredményei

### Teljes Formula–1-es eredménysorozata
(Táblázat értelmezése)

(Félkövér: pole-pozícióból indult; dőlt: leggyorsabb kört futott) 

| Év   | Csapat     | 1      | 2      | 3      | 4      | 5      | 6      | 7      | 8      | 9      | 10     | 11     | 12     | 13     | 14     | 15     | 16     | 17  | Helyezés | Pont |
| ---- | ---------- | ------ | ------ | ------ | ------ | ------ | ------ | ------ | ------ | ------ | ------ | ------ | ------ | ------ | ------ | ------ | ------ | --- | -------- | ---- |
| 1977 | McLaren    | ARG    | BRA    | RSA    | USW    | ESP    | MON    | BEL    | SWE    | FRA    | GBR    | GER    | AUT    | NED    | ITA Ki | USA    | CAN    | JPN | -        | 0    |
| 1978 | McLaren    | ARG    | BRA    | RSA    | USW    | MON    | BEL 8  | ESP    | SWE    | FRA Ki | GBR 7  | GER    | AUT    | NED Ki | ITA 14 | USA    | CAN    |     | 23.      | 0    |
| 1979 | Autodelta  | ARG    | BRA    | RSA    | USW    | ESP    | BEL Ki | MON    | FRA 17 | GBR    | GER    | AUT    | NED    | ITA Ki | CAN    | USA Ki |        |     | 32.      | 0    |
| 1980 | Alfa Romeo | ARG 5  | BRA 13 | RSA Ki | USW Ki | BEL Ki | MON Ki | FRA Ki | GBR Ki | GER 5  | AUT Ki | NED Ki | ITA Ki | CAN Ki | USA Ki |        |        |     | 16.      | 4    |
| 1981 | Alfa Romeo | USW Ki | BRA -  | ARG 10 | SMR Ki | BEL 9  | MON Ki | ESP 10 | FRA 15 | GBR Ki | GER 15 | AUT Ki | NED Ki | ITA 8  | CAN 4  | CPL 3  |        |     | 15.      | 7    |
| 1982 | Alfa Romeo | RSA 11 | BRA Ki | USW Ki | SMR Ki | BEL Ki | MON Ki | DET Ki | CAN Ki | NED 11 | GBR 7  | FRA 9  | GER 5  | AUT Ki | SUI 12 | ITA Ki | CPL 10 |     | 22.      | 2    |
| 1983 | Toleman    | BRA Ki | USW Ki | FRA 13 | SMR Ki | MON NK | BEL 8  | DET 9  | CAN Ki | GBR Ki | GER Ki | AUT Ki | NED 13 | ITA 7  | EUR 6  | RSA Ki |        |     | 19.      | 1    |
| 1990 | Life       | USA    | BRA    | SMR NK | MON NK | CAN NK | MEX NK | FRA NK | GBR NK | GER NK | HUN NK | BEL NK | ITA NK | POR NK | ESP NK | JPN    | AUS    |     | -        | 0    |

## Fordítás
- Ez a szócikk részben vagy egészben  a   Bruno Giacomelli című angol Wikipédia-szócikk fordításán alapul.  Az eredeti cikk szerkesztőit annak laptörténete sorolja fel. Ez a jelzés csupán a megfogalmazás eredetét és a szerzői jogokat jelzi, nem szolgál a cikkben szereplő információk forrásmegjelöléseként.